# Бурцев, Владимир Анатольевич
Владимир Анатольевич Бурцев (род. 1934) — специалист в области термоядерного синтеза и физики плазмы, доктор физико-математических наук, Лауреат Государственной премии СССР (1984).

## Биография
Родился 28 сентября 1934 года в Ленинграде.
В 1958 году — окончил Ленинградский Политехнический институт по специальности «Электроника».
В 1970 году — защитил кандидатскую диссертацию, тема: «Исследование азимутальной симметрии разряда и предшествующих явлений в импульсном коаксиальном плазменном инжекторе».
В 1982 году — защитил докторскую диссертацию, тема: «Инжекционные лазеры на основе самоорганизующихся квантовых точек».
С 1993 по 2010 гг. — главный научный сотрудник Научно-исследовательского института электрофизической аппаратуры им. Д.В. Ефремова.
С 2010 г. по наст. время — главный научный сотрудник Физико-технический институт имени А. Ф. Иоффе РАН.
Трудовая деятельность
- Старший научный сотрудник Научно-исследовательский институт электрофизической аппаратуры им. Д.В. Ефремова.
- Начальник научно-исследовательского и опытно-конструкторского отделения института и директор научно-технического центра мощных излучающих систем Научно-исследовательский институт электрофизической аппаратуры им. Д.В. Ефремова.
- Главный научный сотрудник Научно-исследовательский институт электрофизической аппаратуры им. Д.В. Ефремова
- Главный научный сотрудник Физико-технический институт имени А. Ф. Иоффе РАН

## Научная деятельность
Область научных интересов: физика плазмы, термоядерный синтез, лазерная плазма, сильноточный разряд, электрический взрыв проводников
Основные научные результаты:
- участвовал в разработке и создании термоядерных установок, в том числе ТОКАМАКов Т-10, Т-15, пучковой установки «Ангара-5», лазерной установки «Искра-5», а также ряда специальных установок;
- разработал идеологию компактных ЭУФ лазеров на плазме многозарядных ионов в малоиндуктивных продольных разрядах;
- впервые предложил и реализовал пленочный болометр на термоядерной установке «Альфа», показавший срыв магнитного удержания плазмы;

Автор более 200 печатных работ в журналах, сборниках докладов на конференциях, а также изобретений и патентов.
Член партии ЛДПР, правопреемник Жириновского.

## Основные научные публикации
- Бурцев В.А., Калинин Н.В. Ступенчатое сжатие плазмы многозарядных ионов в протяженном продольном малоиндуктивном сильноточном z-разряде // Письма в журнал технической физики. — 2019. — Т. 45, № 18. — С. 9–12.
- Бурцев В.А., Калинин Н.В., Ваганов С.А. Численная оптимизация электрофизических характеристик ЭУФ-лазера на переходе 3p-3s Ne-подобного аргона в малоиндуктивном разряде капиллярного типа // Письма в журнал технической физики. — 2016. — Т. 42, № 24. — С. 33–40.
- Бурцев В.А., Большаков Е.П., Гетман Д.В. Исследование 100 kv линейного газового разрядника с искажением электрического поля // Журнал технической физики. — 2011. — Т. 81, № 7. — С. 49–56.
- Burtsev V.A., Bolshakov E.P., Kalinin N.V. Euv lasers on low-inductive capillary discharges // Proceedings of SPIE - The International Society for Optical Engineering. Soft X-Ray Lasers and Applications VII. Сер. "Soft X-Ray Lasers and Applications VII" sponsors: The International Society for Optical Engineering (SPIE). San Diego, CA, 2007. P. 67020R
- Burtsev V.A., Bolshakov E.P., Kalinin N.V. Electrophysical problems in creation of compact and effective sources of short-wave radiation on plasma of capillary discharges // IEEE Transactions on Plasma Science. 2006. V. 34. № 5 I. PP. 1928-1933.

## Награды
- Лауреат Государственной премии СССР (1984)
- Медаль «В память 300-летия Санкт-Петербурга»
- Почетный знак И.В. Курчатова
- Почетный знак Ветерана атомной энергетики и  промышленности
- Медаль «Ветеран труда»